# 金曼礁
金曼礁（英語：Kingman Reef，/ˈkɪŋmən/）是西太平洋的珊瑚礁，面積约0.012平方公里，大約在夏威夷群島和美屬薩摩亞的中間，西經162°24'，北緯6°24'。金曼礁是美國的無建制領地，由美國海軍从華盛頓哥倫比亞特區管理，不對公衆開放。

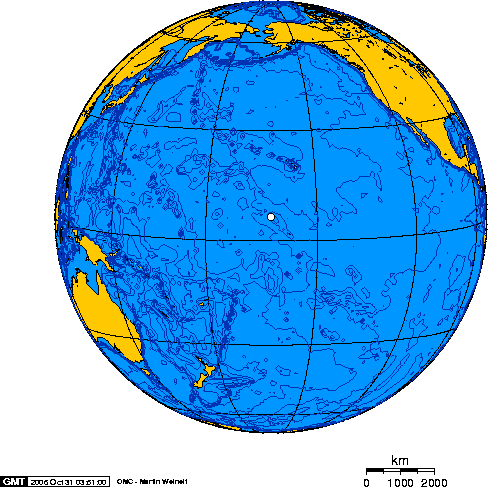
正投影圖